# Talking Tom & Friends
Talking Tom & Friends je franšiza video iger, ki je nastala in je v lasti slovenskega igričarskega studia Outfit7. Franšiza je najbolj znana po tem, da se osredotoča na različne mobilne igre, ki vključujejo antropomorfne živalske like, ki ponavljajo stvari, ki jih reče uporabnik. Prva aplikacija, Talking Tom Cat, je bila predstavljena julija 2010. Od junija 2022 so aplikacije dosegle več kot 18 milijard prenosov. Franšiza vključuje tudi različne spletne serije, ki so večinoma objavljene na YouTubu.

## Seznam likov
- Talking Tom (imenovan tudi Tom) – Je siv mačkasti maček in glavni junak franšize. Tom je pameten, pustolovščin željen maček, opisan kot "najbolj priljubljen maček na svetu". V svoji igri je popolnoma animiran interaktivni 3D lik, ki ga lahko uporabniki žgečkajo, zbadajo in se z njim igrajo. Uporabniki lahko tudi pripravijo Toma, da ponovi, kar rečejo, vendar z višjim glasom. Prvič je bil predstavljen v igri Talking Tom Cat iz leta 2010 za iOS.[2]
- Talking Angela (imenovana tudi Angela) – Je bela mačka z ljubeznijo do potovanj, petja, mode in plesa. Je tudi Tomovo dekle.[3][4]
- Talking Ginger (imenovan tudi Ginger) – Je nagajivi ingver mačka in tudi Tomov nečak in sosed.[5]
- Talking Ben (imenovan tudi Ben) – Je bež kuža in Tomov najboljši prijatelj, ki ga opisujejo kot "zlovoljni pes in profesor kemije". Uživa v izumljanju in delu, ki vključuje znanost in tehnologijo. [6]
- Talking Hank (imenovan tudi Hank) – Je bel pes z modrimi lisami. Njegov hobi je gledanje sitcomov. je tudi Tomov sostanovalec.
- Talking Becca (imenovana tudi Becca) – Je sivi zajček, ki je bil prvič predstavljen v televizijski seriji Govoreči Tom in prijatelji. Tako kot Angela je tudi ona ambiciozna pevka.

## Izdelki
Leta 2012, je Talking Tom & Friends lansiral vrsto interaktivnih igrač, imenovanih Superstar. V katerem se plišaste igrače pogovarjajo in komunicirajo z več aplikacijami Talking Tom & Friends, pa tudi med seboj, s pomočjo sistema za prepoznavanje glasu.

## Pesmi
Glasbeni video Talking Toma in Talking Angele za njun singel "You Get Me", ustvarjen v sodelovanju z Walt Disney Records leta 2012, je do marca 2020 prejel več kot 350 milijonov ogledov na YouTubu. Istega leta je Talking Angela izdala svojo prvo solo pesem z naslovom "That's Falling in Love". še ena samostojna pesem Talking Angele z imenom "Shine Together" je bil izdan leta 2022 ob praznovanju 1. obletnice igre My Talking Angela 2.